# Cármides
Cármides é um diálogo platônico que ocupa-se com o tema da ética, mediante discussão do conceito de σωφροσύνη, isto é, sofrósina. A data exata sobre a criação do texto ainda é incerta, porém alguns críticos como Johann Gottfried Stallbaum acreditam ser do período anterior ao domínio dos Trinta Tiranos, enquanto outros (a maioria) afirmam datar de uma época posterior, após a morte de Sócrates